# Magnospina dentifera
Magnospina dentifera é uma espécie de cladócero da família dos quidorídeos (Chydoridae), endêmica das Américas.

## Taxonomia
Alona dentifera foi descrita por Georg Sars em 1901. Por sua vez, Alona broaensis foi descrita por T. Matsumura-Tundisi e N. N. Smirnov em 1984 a partir de exemplares coletados no reservatório de Broa, no estado de São Paulo, no Brasil. Van Damme, Kotov & Dumont (2010) apresentam A. broanensis como sinônimo júnior de A. dentifera com base em características morfológicas, mas indicaram que seriam necessários novos estudos para confirmar a nova classificação, bem como que ambos deviam ser removidos do gênero Alona. Francisco Diogo Rocha Sousa, Lourdes Maria Abdu Elmoor-Loureiro e Sandro Santos (2016) realizaram a revisão de A. broaensis e A. dentifera e concluíram que a sinonímia se aplicava. Também foi realizada a translocação da espécie ao gênero Magnospina, que compartilha com M. siamensis (antiga A. siamensis). O nome do gênero significa "grande espinha" (do latim Magnus, "grande", e spina, "espinha"), em referência ao longo espinho basal na garra pós-abdominal.

## Distribuição
Magnospina dentifera, quando descrita como Alona broanensis, era conhecida apenas do reservatória do Broa, em São Paulo, e na lagoa marginal do rio Taquari, próxima de Coxim, em Mato Grosso do Sul, ambos no Brasil. Ao ser considerada sinônima de Alona dentifera, sabe-se que possui ampla distribuição, ocorrendo desde o sul dos Estados Unidos até a Argentina. No Brasil, em especial, está presente nos biomas da Amazônia, Caatinga, Cerrado, Mata Atlântica e Pantanal, nos estados do Amazonas, Pará, Rondônia, Roraima, Maranhão, Piauí, Pernambuco, Mato Grosso do Sul, Goiás, Distrito Federal, Minas Gerais, São Paulo, Rio de Janeiro, Paraná e Rio Grande do Sul. Em termos hidrográficos, ocorre nas sub-bacias do Jequitinhonha do litoral do Rio de Janeiro, do Madeira, do Mearim, do Negro, do Paraguai 01 e 02, do Paranapanema, do Paranaíba, do Paraná RH1, do Baixo Parnaíba, do Purus, do Médio e Submédio São Francisco e do Tapajós.

## Ecologia
A biologia de Magnospina dentifera é pouco compreendida, mas se admite que tenha hábitos típicos das espécies da família dos quidorídeos (Chydoridae), ou seja, vive em associação às macrófitas aquáticas de corpos d’água doce. Essa suposição foi corroborada pela descoberta de indivíduos da espécie num lago meso-oligotrófico raso no Mato Grosso do Sul, onde havia expressivo banco de macrófitas, à semelhança da localidade-tipo em São Paulo. É bentônico com hábito alimentar raspador de perifíton. Os cladóceros tornam-se reprodutivos após passarem por 4 a 8 estágios juvenis, podendo realizar até 20 mudas ao longo de sua vida. As mudas ocorrem em intervalos de 1 a 9 dias, sendo esses intervalos mais longos em temperaturas mais baixas. A cada muda, ovos são liberados na câmara de incubação da fêmea. Nas espécies da família dos quidorídeos, geralmente são produzidos apenas um ou dois ovos por instar. Os ovos de resistência dos quidorídeos são relativamente pesados, o que faz com que tendam a permanecer no ambiente em que foram gerados, apresentando, assim, menor capacidade de dispersão em comparação com outros cladóceros.

## Descrição
O corpo de Magnospina dentifera não possui quilha dorsal, apresentando forma ovoide ou com leve compressão lateral, e comprimento variando entre 0,32 e 0,48 milímetros. A altura máxima do corpo ocorre antes da metade do seu comprimento, com razão entre altura e comprimento corporal de aproximadamente 1,3 a 1,7. O olho e o ocelo são de tamanhos subiguais ou diferentes. No macho o rostro é largo e não pontudo, enquanto nas fêmea é curto visto de lado, largo visto de frente, arredondado ou troncado, sem ponta. O escudo cefálico é largo, com distância entre as articulações mandibulares maior que o comprimento da porção posterior, podendo apresentar ou não ornamentação (macho sem ornamentação). Na fêmea há três poros cefálicos principais conectados e alguns poros laterais diminutos, enquanto no macho os poros laterais estão ausentes e os principais podem estar ausentes ou conectados. A quilha labral é larga, oval e nua, com ápice não alongado. Na fêmea, a carapaça é ligeiramente pontuada ou possui linhas longitudinais estreitas, e no macho há marcas finas e pontuações.
As valvas possuem de 40 a 53 cerdas inseridas internamente na margem ventral, divididas em três grupos, com as cerdas anteriores mais longas que as medianas e posteriores. A margem ventral apresenta um ângulo arredondado distinto em um terço do seu comprimento em ambos os sexos. Os cantos posterodorsal e anteroventral das valvas são mal definidos e arredondados, respectivamente. O canto posteroventral apresenta de um a quatro dentículos grandes, largos na base, projetando-se para baixo e sem sétulas entre eles. A margem posterior é quase reta, com sétulas internas na carapaça, sem organização em grupos. Tanto macho quanto fêmea possuem antênula que não ultrapassa o rostro e apresentam nove estetascos de comprimentos variados na extremidade distal. No entanto, a antênula da fêmea é cerca de 2,5 vezes mais longa do que larga e apresentando três ou quatro filas de sétulas, além de uma seta sensorial que corresponde à metade do comprimento da antênula.
As antenas do macho e da fêmea compartilham a mesma fórmula de setas (003/113) e espinhos (101/001), e ambos apresentam segmentos basais alongados no exópode e endópode, cerca de duas vezes maiores que os demais segmentos, além de sétulas ou espículas fracas nos segmentos. Na fêmea, o primeiro segmento do exópode tem uma cerda estreita, nua ou plumosa, com comprimento semelhante ou ligeiramente maior que o dos ramos. O espinho no primeiro segmento do endópode é mais longo que o do segundo segmento. Os espinhos apicais são ligeiramente mais longos que os segmentos apicais, ou cerca de duas vezes mais curtos que o próprio segmento apical. As três cerdas apicais plumosas apresentam tamanho similar entre si. O pós-abdome da fêmea mede aproximadamente de 1,3 a 2,5 vezes o comprimento em relação à largura, estreitando-se distalmente, à semelhança do macho. Sua margem dorsal é levemente convexa ou reta. Ambos possuem ângulo pré-anal é nitidamente proeminente. As margens pré-anal, anal e pós-anal apresentam comprimentos distintos. A margem pós-anal é 1,5 a 1,8 vezes mais longa que a margem anal, armada com 9 a 13 dentículos marginais, dos quais os mais distais (um a quatro) são individualizáveis e os proximais aparecem agrupados. Há também de 8 a 10 fascículos laterais com sétulas relativamente frágeis.
A garra pós-abdominal está inserida em uma projeção do pós-abdome, sendo de 1,3 a 1,5 vezes mais longa que a margem anal. Espínulas podem ocorrer na margem ventral. O pécten de espínulas está presente nas faces interna e externa da garra, com o pécten mediano apresentando espínulas fortes. A base da garra possui de 1 a 5 espínulas longas e robustas. A espinha basal é quase reta e notavelmente longa, ultrapassando dois terços do comprimento da garra pós-abdominal, podendo ou não ter espínulas na margem dorsal. A primeira maxila apresenta duas setas com sétulas. O primeiro membro torácico (membro I) possui um epípodo oval com uma projeção em forma de dedo. O lobo distal externo contém uma seta bissegmentada, serrilhada da porção média até a extremidade distal, e uma seta acessória próxima à sua base. O lobo distal interno (endita quatro) tem duas setas robustas (2–3), enquanto a seta (1) é rudimentar ou ausente. As setas 2–3 do lobo distal interno são espessas e armadas com dentículos basais grossos.
A endita três possui quatro setas, sendo a anterior (1) mais curta ou de comprimento semelhante às posteriores (a–b), que podem ser de comprimentos iguais ou diferentes. Um sensilo pode estar presente. A endita distal é armada com três setas e um sensilo. As setas 1–2 têm formato de raspador e comprimentos variados; a terceira seta é curvada e armada com várias sétulas implantadas bilateralmente. Quatro setas posteriores plumosas estão presentes. A endita basal possui quatro setas anteriores flexíveis, que aumentam de comprimento em direção à gnatobase, que apresenta três elementos. O pente filtrador possui sete setas. O quarto membro apresenta um pré-epípodo arredondado ou retangular com sétulas. O epípodo é oval e possui uma longa projeção em forma de dedo. O exópode tem seis setas marginais, sendo as duas primeiras longas e não plumosas; a terceira é plumosa, curta e cerca de duas vezes mais curta que a segunda; a quarta é longa e plumosa; e a quinta e sexta são plumosas e de comprimentos semelhantes.
A endita distal do quarto membro possui quatro setas (1–4), sendo uma do tipo raspador (1) e três do tipo “tocha flamejante” (2–4), que não são modificadas. A endita basal apresenta três setas flexíveis com sétulas discretas. A gnatobase está armada com uma seta com sétulas, mais curta que o comprimento da própria endita. O pente filtrador possui cinco setas. O quinto membro possui um pré-epípodo arredondado ou retangular com sétulas e um epípodo oval com longa projeção em forma de dedo. O exópode não é dividido em lobos e está armado com quatro setas plumosas. As setas 2–4 têm comprimentos semelhantes, enquanto a primeira é cerca de duas a três vezes mais curta que as demais. O lobo interno é largo, oval, e apresenta longas sétulas implantadas apical e lateralmente. Duas setas com sétulas estão presentes na face interna, sendo mais curtas que o comprimento do próprio lobo. O pente filtrador possui uma ou nenhuma seta. O sexto membro está ausente.

## Conservação
Em 2018, Magnospina dentifera (sob o nome Alona broaensis) foi classificada como pouco preocupante (LC) no Livro Vermelho da Fauna Brasileira Ameaçada de Extinção do Instituto Chico Mendes de Conservação da Biodiversidade (ICMBio). Com a sinonímia, a compreensão a respeito da espécie foi consideravelmente alterada, mas faltas dados objetivos a respeito da tendência de suas populações, haja vista a espécie ocorrer em corpos d'água antropicamente alterados bem como inalterados. Em sua área de distribuição está presente em três áres de conservação: Parque Nacional de Brasília (PARNA de Brasília), a Reserva Extrativista Tapajós-Arapiuns (Resex Tapajós-Arapiuns) e a Área de Proteção Ambiental da Baixada Maranhense.